# Ridică-te negură!
Ridică-te negură! este un cântec popular interpretat de Lucreția Ciobanu și de Gabriela Tuță.